# Nyau

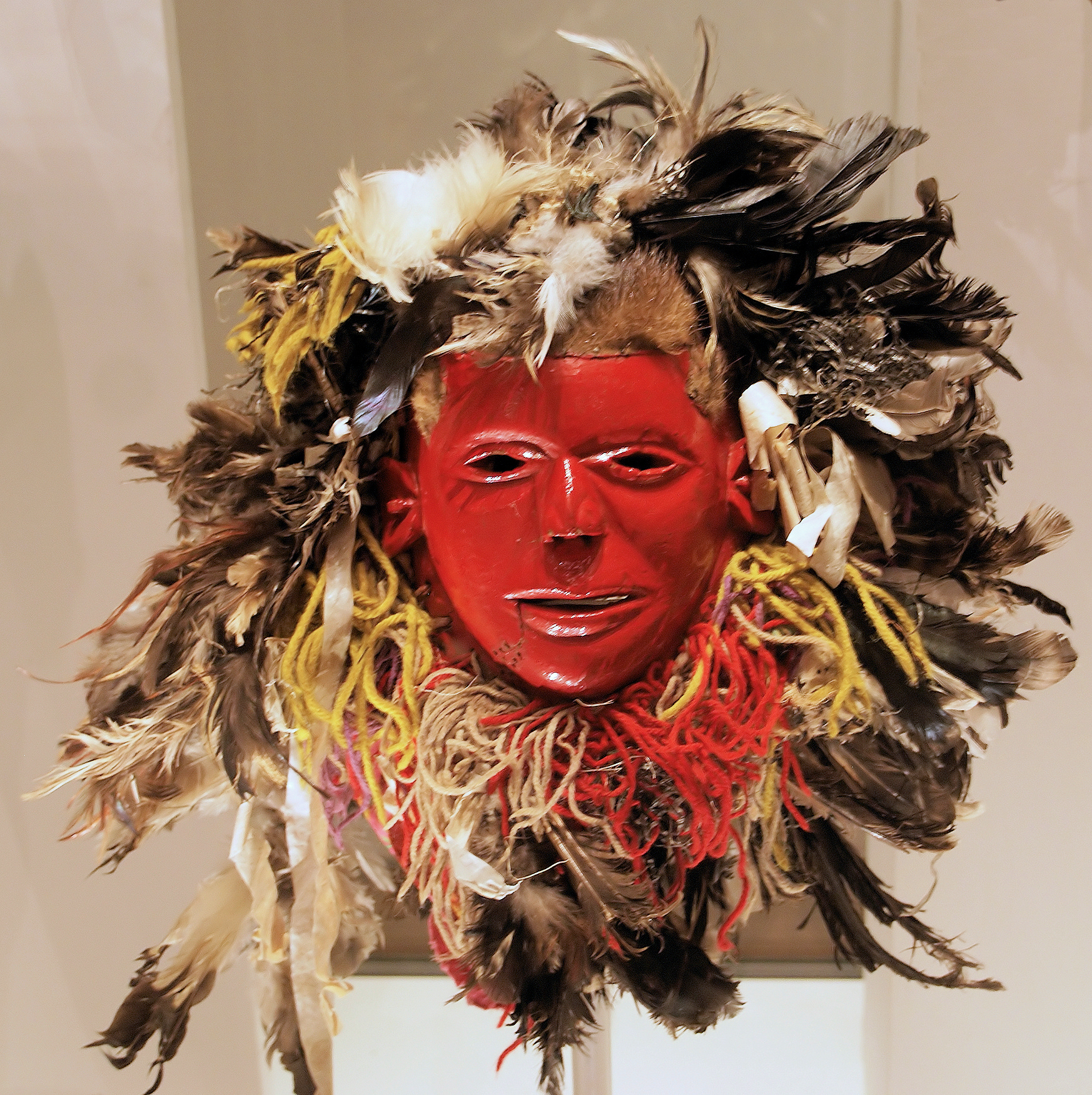
Masque chewa du Malawi, de la fin du XXe siècle, en bois peint, plumes, métal et laine, British Museum.

Le Nyau (aussi Nyao, qui veut dire « masque » ou « initiation ») est une société initiatique des Chewas, un groupe ethnique bantou d'Afrique centrale et australe. La confrérie Nyau rassemble les initiés adeptes de la cosmogonie correspondante. Les rites des hommes et des femmes sont distincts, ainsi que les savoirs dispensés, en accord avec le genre et l'ancienneté des personnes. Le terme Nyau n'est pas seulement utilisé pour la société elle-même, mais aussi pour désigner les croyances religieuses relatives, les danses rituelles et les masques utilisés à l'occasion de ces danses. Les sociétés Nyau opèrent au niveau du village, mais font partie d'un vaste réseau qui concerne la zone centrale et une partie des régions méridionales du Malawi, l'est de la Zambie, l'ouest du Mozambique et les zones du Zimbabwe où se trouvent des immigrés venus du Malawi. À l'occasion des mascarades (au sens premier de spectacle des masques), on peut voir les femmes et les enfants se réfugier dans les maisons lorsque le Nyau se fait menaçant. Le porteur du masque, nécessairement un homme, a l'occasion de représenter le pouvoir et le savoir masculins dans une société traditionnellement matrilinéaire, ainsi que l'incarnation de l'esprit d'un défunt. En tant qu'esprits, les porteurs de masque peuvent agir impunément et, dans le passé, il y eut des agressions et des morts durant certaines cérémonies,. L'occidentalisation a entraîné une décroissance de la pratique du Nyau.

## Histoire
Une peinture pariétale en République démocratique du Congo montre un Kasiya Maliro, un type de masque Nyau représentant une antilope éland, qui date sans doute de 992. La cosmogonie Nyau a résisté aux invasions ngonies au XIXe siècle, à la colonisation et perdure aujourd'hui. À l'époque de l'invasion ngonie puis de la colonisation britannique, c'était un moyen de résistance culturelle, les Britanniques étant les alliés objectifs des Ngonis dans le but de soumettre les « sujets » Chewas.
Selon les récits locaux, le Nyau provient de Malomba, située en actuelle République démocratique du Congo. Les personnes révélant les secrets du Nyau aux non-initiés étaient sévèrement punies, voire mises à mort ; cela fait que les origines du Nyau n'ont pas pu être clarifiées par les premiers missionnaires et les colonisateurs qui arrivèrent au Maravi. Les missionnaires chrétiens, arrivés dans les années 1920 dans ce qui allait devenir le Malawi, prirent de l'importance dans les villages, ce qui entraîna des conflits ouverts avec les Nyau, mais, bien que les missionnaires aient tenté d'éradiquer le Nyau chez les Chewas, il survécut à la colonisation, non sans intégrer quelques aspects du christianisme. De nos jours, le Nyau est toujours actif, certaines personnes appartenant simultanément à une Église chrétienne et à une société Nyau,. Quoique d'autres groupes ethniques aient développé des danses comme pratiques culturelles et initiatiques, tels les Ngonis, les Yaos et les Nyanjas, le Nyau des Chewas est considéré comme la plus élaborée des sociétés initiatiques de la région du lac Malawi.

## Système de croyances
Les adeptes croient que la vie existe chez les ancêtres et ceux qui ne sont pas encore nés, aussi bien que chez les vivants. Le Nyau inclut la communication avec les morts ou leurs esprits, ce qui est appelé pemphero lalikulu (la « grande prière »). Dieu est présent dans la vie quotidienne, et il est à la fois mâle, dans les cieux, et femelle, sur Terre. Les termes pour désigner Dieu sont Chiuta, le grand arc ou arc-en-ciel pour l'aspect céleste, et Namalango sur Terre, un utérus où germent les graines et qui est source des nouvelles vies. Le monde des esprits est représenté à l'occasion du Gule Wamkulu (la « grande danse ») qui met en scène les mwambo (les traditions), à savoir les masques, les chansons, les danses et les règles. Le Nyau propose des jeux de rôles, des proverbes, des mimes et des satires à cette occasion. Les danses avec masques sont principalement exécutées à l'occasion des funérailles, des commémorations et des initiations ; ces dernières sont appelées Chinamwali pour les filles.
Chaque danseur représente un personnage symbolisé par le masque ou le déguisement animal qu'il porte. Les zilombo (« animaux sauvages ») sont des déguisements qui couvrent le corps entier et représentent le plus souvent des animaux, tandis que les masques, qui recouvrent le visage, représentent les esprits des ancêtres. L'aspect secret du Nyau est représenté par un langage codé, des devinettes, des métaphores, des mythes et des signatures. Vu avec suspicion par ceux qui lui sont étrangers, le Nyau a été mal compris et mal interprété, y compris par les Églises chrétiennes,.
Au Zimbabwe notamment, de culture Shona, les adeptes du Nyau en provenance du Malawi continuent à pratiquer les rituels et à adhérer aux croyances relatives. Ils pratiquent les danses dans les banlieues d'Harare, la capitale du Zimbabwe, tentant d'effrayer ceux qui veulent les interviewer en disant wavekutamba nemoto unotsva (« vous jouez avec le feu, vous allez vous brûler »).
Les femmes et les enfants (et parfois quelques hommes) se cachent dans les maisons lorsque le porteur du masque Nyau apparaît. Il symbolise la présence des morts, la rencontre avec un esprit et est associé à la peur et la crainte rituelle. Les femmes les plus âgées participent au Gule Wamkulu en frappant des mains, en chantant et dansant en réponse aux chants des masques et en se tenant près des masques. Durant les périodes de funérailles, les femmes plaisantent avec les Nyau à l'occasion d'une pratique appelé kasinja consistant à brasser de la bière en veillant la nuit précédant les funérailles. Les femmes initiées assistent librement aux représentations du Nyau, quoiqu'elles soient censées nier connaître les hommes masqués. Ces derniers représentent les esprits à l'occasion du rituel, ils ne peuvent ainsi être considérés par les femmes comme des maris, des pères, des oncles ou des fils. Révéler qui est sous le masque est considéré comme irrespectueux. Les femmes non initiées et les enfants, ainsi que les hommes non initiés peuvent être chassés par les Nyau et sont incités à ne pas se trouver à proximité lors de funérailles. Cela est en partie dû à la volonté d'éviter l'irrespect éventuel que pourrait manifester un non-initié,. Dans les villages zambiens, les garçons forment, dès l'âge de cinq ou six ans, des groupes appelés kalumbu. Ils doivent payer un droit d'entrée, environ deux kwachas en 1993, qu'ils se procurent en chassant et vendant des oiseaux ou qui sont payés par les parents. Lorsqu'ils rejoignent le groupe, les novices sont fouettés avec des branches. L'âge minimum requis pour rejoindre le Nyau, pour les garçons comme pour les filles, se situe autour de dix ans,.
L'initiation des hommes commence par un séjour dans un bois, l'endroit où les morts sont enterrés ; cela dure une semaine, voire plus dans le passé.

## Danses

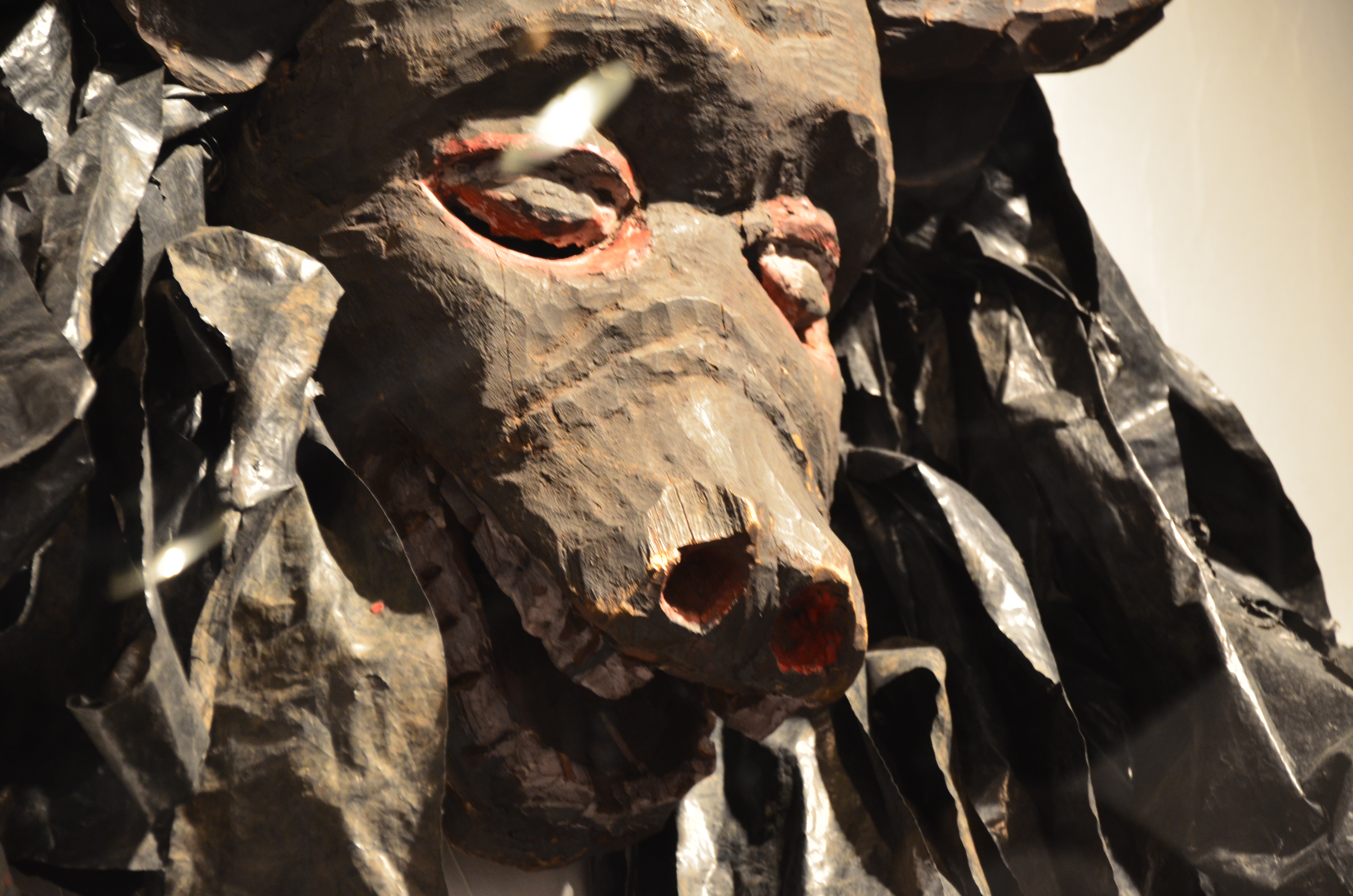
Un masque, utilisé dans le Gule Wamkulu, représentant un animal sauvage.

Les danses Nyau impliquent des jeux de jambes complexes qui projettent de la poussière dans l'air. Les danseurs pratiquent des rythmes et des chants particuliers en fonction du masque, donc du personnage, qu'ils représentent ; décrits comme « aux pieds vifs et agiles », ils peuvent incarner l'esprit d'un mort, un être vivant ou un animal. Les peureux s'enfuient à la vue de ces danses. Quoiqu'elles soient à quelques endroits utilisée comme une danse folklorique pour divertir les touristes, la danse Nyau est religieuse et sa fonction est de permettre de communiquer avec le monde des ancêtres.
Le Gule Wamkulu fait partie de la liste des quatre-vingt dix chefs-d'œuvre du patrimoine oral et immatériel de l'humanité établie par l'UNESCO, qui le fait remonter au « grand empire Chewa du dix-septième siècle ». C'est la mieux connue et la plus longue des danses Nyau. Elle est aussi connue comme pemphero lathu lalikulu la mizimu (la « grande prière aux ancêtres ») ou sous la forme de gulu la anamwaliri (la « danse des ancêtres »). Avant de célébrer Gule Wamkulu, les danseurs pratiquent une série de rituels secrets, propre à la confrérie. La danse est pratiquée essentiellement à l'occasion de funérailles et de commémorations, mais aussi au moment des initiations et autres célébrations. Les masques portés par les danseurs représentent des animaux, des « bêtes sauvages » ; ils sont censés capturer l'âme du défunt pour apporter une vie nouvelle. La danse vise à communiquer les messages des ancêtres aux villageois afin de rendre possible la continuation des moissons et la perpétuation de la vie. Le Nyau est une protection contre le diable et l'expression de croyances religieuses qui imprègnent la société,.

## Tenues
La variété des masques représentant les ancêtres est très importante et en croissance constante, à l'inverse des déguisements animaux. Quelques masques sont confectionnés par des professionnels tandis que d'autres sont le fait d'artisans occasionnels. Plus de quatre cents masques Nyau, notamment ceux en lien avec le rituel du Gule wamkulu, sont exposés au Chamare Museum, à Mua, dans le district de Dedza, au Malawi.

### Masques

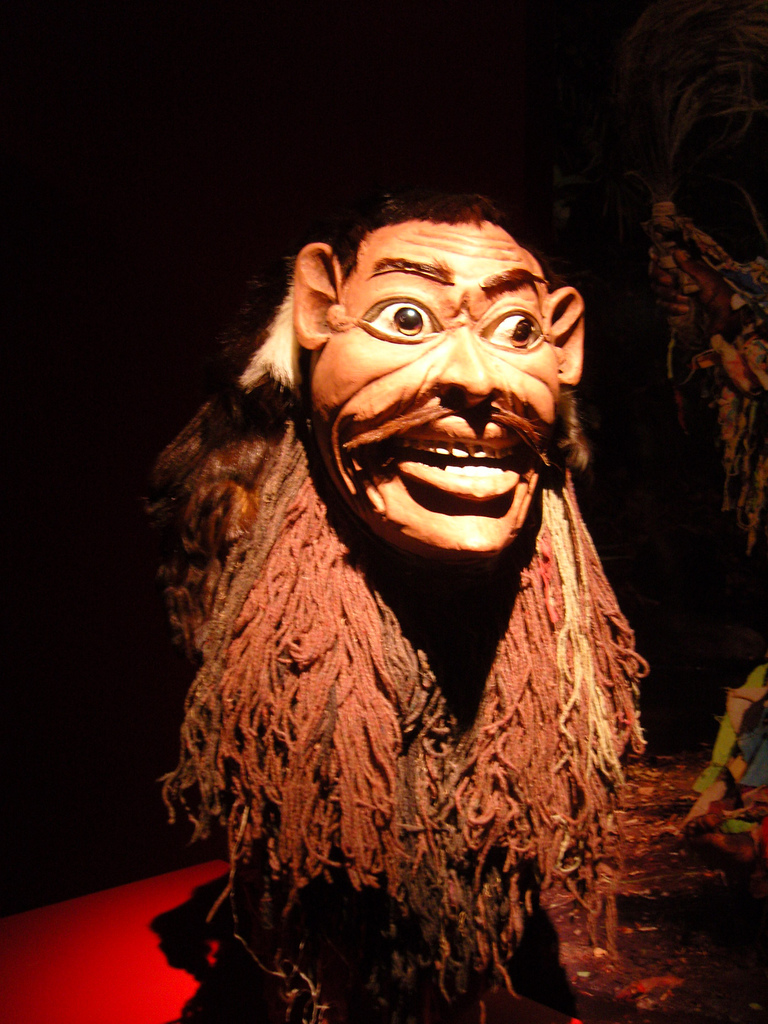
Masque facial du Malawi.

On distingue trois sortes de masques : des filets emplumés, des masques en bois et de grands déguisements fait d'une structure d'osier enveloppant le corps entier, représentant un animal,. Pour ce dernier type, les danseurs ont tendance à tourner sur eux-mêmes, dans une prestation portant le nom de Nyau yolemba. Ces masques et déguisements mettent en scène de nombreux personnages dont des animaux tels que des antilopes, des lions et des hyènes. Sous les termes de bwindi, chibano et wakana, les masques montrent divers archétypes, tels que le coureur de jupons, l'épileptique impuissant (!), le luxurieux, le cupide, le fou, le vaniteux, l'infertile, l'ambitieux, le sorcier… mais aussi des objets de la vie moderne, tel l'hélicoptère. Ainsi que l'explique un membre du Nyau, les masques et les spectacles auxquels ils sont associés représentent toute l'humanité et tout le monde spirituel.
Parmi les masques :
- Bwana wokwera pa ndege/pa galimoto (« l'homme dans un avion/une voiture ») figure l'homme Blanc. Ce masque montre que ceux qui ont de l'argent et du pouvoir durant leur vie terrestre les conserveront lorsqu'ils rejoindront le monde des ancêtres ;
- Chabwera kumanda (« celui qui est sorti de la tombe ») est un personnage qui trompe les gens ; il hante leurs rêves en se faisant passer pour un ancêtre afin d'obtenir des offrandes (bière, viande…). Sa danse, Chabwera kumanda, souligne son caractère diabolique ;
- Kasinja ou Kamchacha est le messager des ancêtres importants. Il joue parfois les modérateurs et indique quel autre masque ou déguisement animal peut venir danser à ses côtés ;
- Kondola qui vient de Msakambewa (« chasseur de souris »), qui se change en To Ndola (un homme dans une ville minière), et qui se change ensuite en Chizonono (quelqu'un affligé d'une gonorrhée), est un exemple des changements sous l'effet de la pression sociale ;
- Maliya (qui fait référence à Marie, mère de Jésus) représente l'ancêtre féminin bénéfique. Le danseur qui l'incarne danse et chante avec l'assistance ;
- Mfiti (un sorcier) est un masque d'apparence hirsute et endommagé, qui exprime sa méchanceté et son caractère démoniaque, car les sorciers et les sorcières sont réputés tuer les gens avec leurs juju ;
- Simoni (qui fait référence à Pierre, l'apôtre chrétien) porte un masque rouge, qui le fait ressembler à un Anglais ayant attrapé un coup de soleil ; il porte un costume de chiffons. Ce personnage est une caricature du colonialiste britannique.

### Déguisements animaux
Les déguisements figurant des animaux sauvage (nyama za ku tchire) sont craints car ils apparaissent au moment des décès. Il existe une hiérarchie entre les différents animaux ; certains sont très respectés, tel njobvu, l'éléphant, et d'autres sont considérés comme mineurs. Les animaux respectés sont identifiés aux ancêtres importants, tels les chefs et les membres de la société Nyau.
La plupart des déguisements, fait d'osier, sont en forme de tonneau avec, au fond, un orifice pour s'y introduire. À l'intérieur de la structure des barres permettent de la porter. La structure recouvre le corps entier et les traces de pas du porteur sont effacées avec des branchages par les membres du Nyau. Voici quelques déguisements et leur importance :
- Njobvu (l'éléphant) est le plus important. Quatre porteurs sont nécessaires pour le mouvoir. Njobvu représente un chef important car l'éléphant est, pour les Chewas, l'animal le plus important du fait de sa taille. De ce fait, ce déguisement n'est utilisé que pour les funérailles des responsables de haut rang (les chefs) ;
- Ndondo (le serpent) est le second par ordre d'importance et il mobilise parfois jusqu'à douze porteurs. Il renvoie aussi à un ancêtre important et est le plus souvent mis en scène à l'occasion des funérailles de membres du Nyau ;
- Mkango (le lion) représent l'esprit diabolique d'un ancêtre, qui attaque et tue les gens ; c'est pourquoi certains préfèrent fuir lorsqu'il apparaît. Mkango illustre  le fait que les ancêtres ne doivent pas être dérangés, tout comme on ne doit pas déranger un lion qui, sinon, attaque ceux qui lui manquent de respect ;
- Kasiya Maliro représente une antilope éland et est considérée comme la forme la plus belle. Mesurant trois mètres de haut, il est souvent couvert de cosses de maïs séchées. Ce déguisement est utilisé pour les enterrements, il est le premier à apparaître dans les manifestations commémorant les défunts, comme un signe que ces derniers ont maintenant rejoint les esprits et les ancêtres. C'est une période de commémoration et de célébration de la vie[8].